# 亀岡警察署
亀岡警察署（かめおかけいさつしょ）は、京都府警察が管轄する警察署の一つである。

## 所在地
- 京都府亀岡市安町大池8番地

## 管轄区域
- 亀岡市

## 沿革
- 2006年(平成18年）4月1日：京都市右京区の嵯峨越畑、嵯峨樒原（しきみがはら）が右京警察署の管轄へと変更となり、1署1市の管轄となる。

## 内部組織
- 会計課 - 会計係
- 警務課 - 警務係、留置管理係、犯罪被害者支援係、広聴・相談係
- 生活安全課 - 生活安全係、人身安全・少年係
- 地域課 - 地域第一係、地域第二係、地域第三係、地域管理係
- 刑事課 - 捜査管理係、強行・盗犯係、知能・組織犯罪対策係
- 交通課 - 交通総務係、交通指導係、交通事故捜査係
- 警備課 - 警備係

## 交番
（ ）の中は所在地。
- 亀岡駅前交番（亀岡市追分町谷筋無番地）
- 篠交番（亀岡市篠町馬堀駅前1丁目103-7）
- 並河駅前交番（亀岡市大井町土田2丁目11-20）
- つつじケ丘交番（亀岡市篠町浄法寺墓の谷17・18合地）
- 千代川交番（亀岡市千代川町千原2丁目8-23）
- 曽我部交番（亀岡市曽我部町南条上河原17-2）

## 駐在所
（ ）の中は所在地。
- 東別院駐在所（亀岡市東別院町東掛一アン2-8）
- 西別院駐在所（亀岡市西別院町柚原佃5-5・6-1）
- 稗田野駐在所（亀岡市稗田野町佐伯垣内亦1）
- 本梅駐在所（亀岡市本梅町西加舎大下15）
- 宮前駐在所（亀岡市宮前町宮川西垣内16）
- 馬路駐在所（亀岡市馬路町溝ノ上17-6）
- 千歳駐在所（亀岡市千歳町千歳山ノ口36-1）
- 保津駐在所（亀岡市保津町宮ノ上20-1）

## 主な不祥事
勤務していた49歳の男性警部補が、携帯電話の出会い系サイトを通じて交際していた19歳の女子大学生から別れ話を切り出された事に腹を立て「二人の関係を家族が知る事になる」「提訴する」と電子メールで恐喝。2013年(平成25年）3月、大阪府警察署捜査第四課に逮捕され起訴、懲戒免職になった。警部補は職業を「不動産業者」と偽っていたという。